# Acrotylus ndoloi
Acrotylus ndoloi är en insektsart som beskrevs av Kevan, D.K.M. 1956. Acrotylus ndoloi ingår i släktet Acrotylus och familjen gräshoppor. Inga underarter finns listade i Catalogue of Life.